# السروة (جبلة)

تعديل مصدري - تعديل

السروة هي إحدى قرى عزلة الربادي بمديرية جبلة التابعة لمحافظة إب، بلغ تعداد سكانها 1197 نسمة حسب تعداد اليمن لعام 2004.